# 아리호촌 (히로시마현)
아리호촌(有保村)은 히로시마현 다카타군에 설치되었던 촌이다. 현재의 아키타카타시, 히로시마시 아사키타구의 일부에 해당한다.

## 역사
- 1889년 4월 1일 - 정촌제 시행에 의해 다카타군 아리호촌이 단독으로 촌제를 시행해 발족하였다.
- 1945년 9월, 마쿠라자키 태풍에 의해 미사카 강이 범람해 큰 피해를 입었다
- 1954년 3월 31일 - 아리호촌의 일부가 고난촌과 무카이하라정에 각각 편입해 폐지되었다.

## 참고문헌
- 角川日本地名大辞典 34 広島県
- 『市町村名変遷辞典』東京堂出版、1990年。